# Vicinity Centres
Vicinity Centres, anciennement Centro Properties Group avant d'être renommée en 2013 Federation Limited, est une entreprise foncière australienne qui fait partie de l'indice S&P/ASX 50.

## Historique
En juin 2020, Vicinity annonce lever 1,4 milliard de dollars australien soit 932 millions de dollars, à la suite de la crise liée au coronavirus.